# Мадам Гре
Жермен Эмили Кребс (фр. Germaine Emilie Krebs; 30 ноября 1903 год, Париж — 24 ноября 1993 год, Ла-Валет-дю-Вар), более известная как Мадам Гре (фр. Madame Grès), — французский дизайнер, создававшая одежду «от кутюр». Отличительной особенностью её работ была привязанность к «живому платью», то есть созданию одежды без выкроек, непосредственно на модели.

## Ранние годы
Жермен Эмили Кребс родилась 30 ноября 1903 года в Париже в небогатой, но интеллигентной и буржуазной семье. С детства она мечтала быть балериной, скульптором или художницей, изучала живопись и скульптуру. Но родители хотели, чтобы дочь обучалась более практичной профессии.
В 1930 году Кребс устроилась на работу в модный дом «Преме», откуда уволилась через три месяца. Там она обучилась основам шитья, делала шляпки. В том же она получила известность благодаря своим драпированным платьям из трикотажного полотна в «неоклассческом» стиле.

## Первые собственные дома моды
В 1932 году Жермен берёт себе псевдоним Аликс и открывает салон «Alix Couture», а годом позже вместе с компаньонкой Жюльет Бартон — «Аликс Бартон». Их дом моды располагался в трёхкомнатных апартаментах на улице Миромениль, здесь производились спортивная одежда и шляпы. С Бартон Жермен успешно сотрудничала до 1934 года.
В 1934 году она разработала чёрное платье на чёрной уплотнённой подкладке, фотография которого появилось в журнале «Vogue».
После этого Жермен Кребс открывает в доме по адресу Фобур-Сент-Оноре, 83 ателье Alix. В следующем году по её просьбе специалисты по тканям создают уникальное джерси из шёлка — именно такой материал, по мнению Аликс, лучше всего драпируется на моделях. В том же 1935 году она шьёт костюмы для постановки сюрреалистической пьесы Жана Жироду «Троянской войны не будет», поставленной в Театре Атене режиссёром Луи Жуве. Тогда же впервые создаёт свободное манто без швов, из специально сотканной для него очень широкой материи (2,8 метра). Об Аликс начинают говорить.
В 1936 году, по возвращении из поездки на Дальний Восток, она делает парчовое платье, которое называет «Храм Неба». Яванские костюмы косого кроя послужили основным мотивом для него. Вдохновленная идеей Мариано Фортуны, платьем-туникой из плиссированного шелка, Аликс отступает от традиционных форм, переставая использовать в своих работах корсеты и пышные юбки.
В 1937 году Аликс получает приз за лучшую коллекцию высокой моды на Всемирной выставке в Париже. Но без видимой причины она вдруг продаёт свой уже известный бренд, чтобы всё начать сначала.

## Замужество

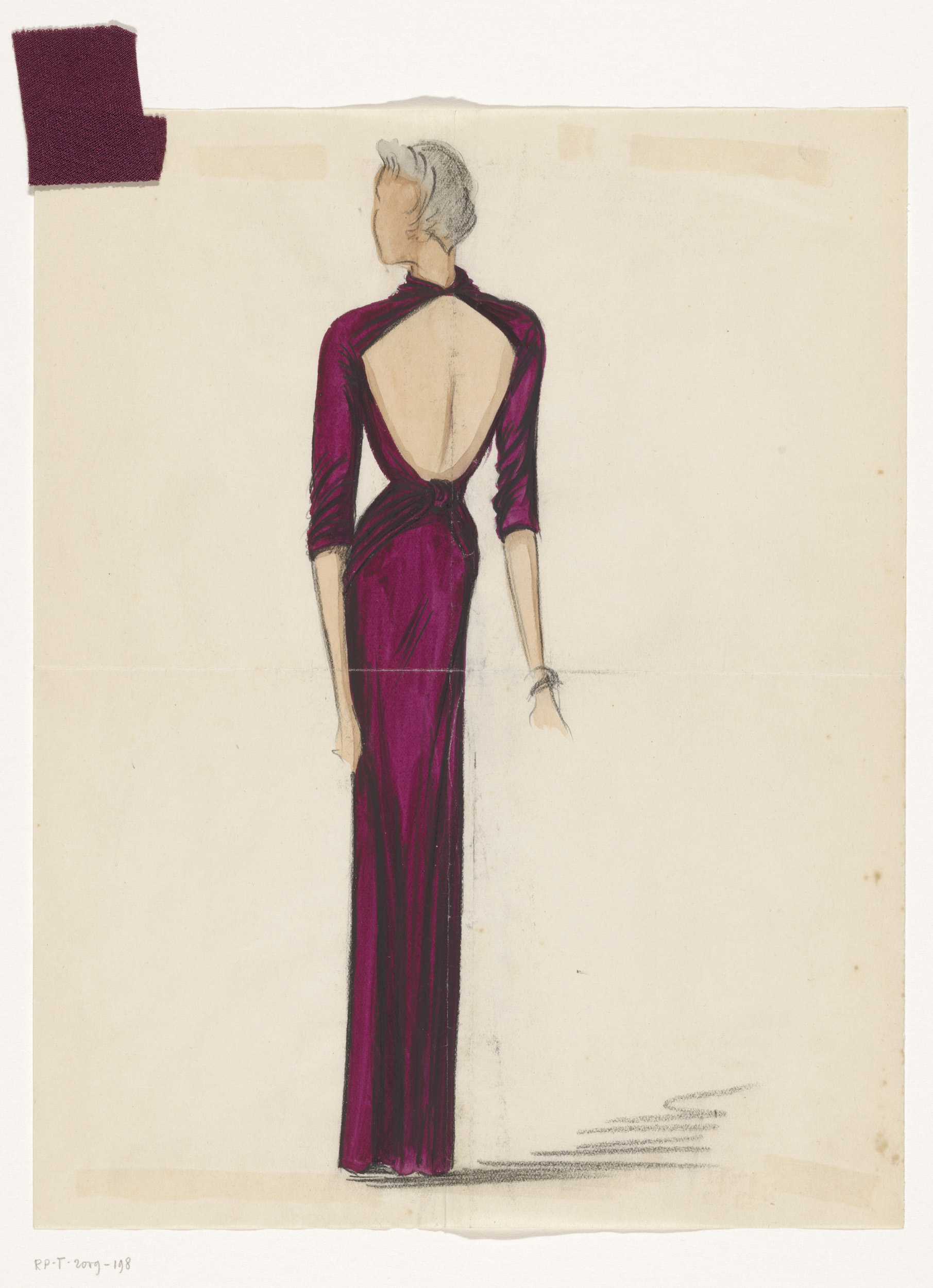
Платье 1938/1939 года

В 1937 году Жермен Кребс выходит замуж за украинского художника Сергея Черевкова. Тот подписывает свои полотна анаграммой Gres (производная от Serge). На момент свадьбы ему было 38 лет, ей — 34. Вскоре у них рождается дочь Анна. Вскоре после рождения дочери Черевков внезапно оставляет жену и уезжает во Французскую Полинезию, откуда обратно не возвращается. Его жена тем временем берет себе новый псевдоним — Мадам Гре, которым называет и свой модный дом, созданный в 1942 году — Gres Couture. Материально она даже поддерживает своего мужа.
Личность мужа Мадам Гре является самой большой загадкой в её биографии. О личности Сергея Анатольевича Черевкова известно крайне мало: родился он в 1899 году, окончил художественную школу в Киеве. Известны его 16 офортов эротического содержания для книги французского поэта Пьера Луи «Афродита. Древние обычаи». В 1931 году он переехал в Париж, где якобы занялся оформлением книг и рисованием. В 1934 году Черевков вернулся из поездки в Полинезию с материалом для первой своей выставки «Жизнь на Таити». В 1947 году Серж Черевков проводит свою вторую выставку под названием «Таити». Его биография вплоть до 1970 года, когда его сбила машина на острове Таити, покрыта мраком.

## Вторая мировая война
В 1940 году, с началом Второй мировой войны, салон «Аликс» был закрыт. Жермен Кребс осталась без работы и сбежала из оккупированного немцами Парижа на юг Франции вместе с мужем и дочерью.
Оставшись без средств к существованию, она приняла решение всё же вернуться в Париж и начать там новое дело. Дом моделей она назвала «Мадам Гре», позаимствовав псевдоним у своего мужа. В 1942 году Аликс открывает ателье. Основу её коллекции составляла одежда из шёлка и шерсти, её любимых материалов, а её платья напоминали греческие скульптуры. В своих дизайнах она зачастую использовала асимметричные формы.
В июле 1941 года оккупационные власти ввели во Франции дозированную выдачу продовольствия и карточки на ткань и одежду. Немцы планировали перевести все модные дома Парижа в Вену и Берлин, на то время их насчитывалось 92. Из конфискованных ими французских текстильных фабриках оккупанты заставляли их мастеров выполнять немецкие военные заказы, так шёлк и нейлон шли на военную форму и парашюты. В апреле 1942 года для сокращения расходов материалов при производстве одежды были приняты следующие меры: ограничены длина юбки и ширина брюк, на пальто разрешалось потратить 4 метра ткани, а на блузу — 1, были запрещены излишние детали. Особенно плохо дела обстояли с обувью, поскольку все запасы кожи были конфискованы для военных нужд. Обувь же для гражданского населения изготавливали из старых автомобильных покрышек, верёвок, резины, целлофана и других бросовых материалов. Многие мастерские в это время переключились на изготовление традиционной крестьянской французской обуви — деревянных сабо. Модницы носили обувь на деревянной или пробковой подошве.
В этот период всеобщей экономии материалов мода становится определённой формой протеста против оккупантов. Модельеры старались использовать для изготовления одежды как можно больше ткани, чтобы её меньше доставалось немцам.
Мадам Гре принимала активное участие в этом движении. Так она отказывалась обслуживать любовниц немецких офицеров, а на показе мод для немцев продемонстрировала платья только трёх цветов — синего, красного и белого — национальных цветов Франции. В 1943 году дом моды «Мадам Гре» был закрыт властями из-за превышение лимита потребляемой ткани. После чего Мадам Гре вывесила большой трёхцветный флаг Франции на своём ателье, и его закрыли окончательно. Аликс пришлось бежать на Пиренеи, чтобы избежать ареста. В Париж она вернулась только в 1945 году после освобождения Франции, и дом «Мадам Гре» был вновь открыт.
После войны Мадам Гре стала одним из моральных авторитетов нации, а в 1947 году она была награждена орденом Почётного легиона. Дополнительную известность ей принесли её тюрбаны, моду на которые она ввела ещё во время войны. Они служили спасением для французских модниц в тот период, когда не хватало шампуней, мыла и хороших парикмахеров.
В отличие от Мадам Гре Коко Шанель, в соответствии с архивными материалами (их опубликовал историк Хэл Воган в своей книге «В постели с врагом: тайная война Коко Шанель»), передавала нацистам важную информацию из Франции и официально числилась в немецкой разведке. На счету Шанель было более десятка успешно выполненных шпионских заданий. В результате чего она была посажена в тюрьму и выпущена лишь по настоятельной просьбе Уинстона Черчилля, но с одним обязательным условием — навсегда покинуть Францию. Вернулась на родину Шанель лишь в 1954 году, в возрасте 71 года.

## Успешные годы

Платье, разработанное в 1951 году

С 1945 года дом моды Мадам Гре попадает на волну успеха, хотя в это время в мире моды законодателем стал Кристиан Диор и началась эпоха New Look. В моду возвращалось всё то, чему противилась Мадам Гре — пышные юбки и корсеты. Но даже несмотря на это, её модный дом сумел стать одним из самых больших и востребованных в Париже, имея в штате 180 сотрудников и семь рабочих лабораторий.
В 1956 году Фонд Форда выбрал её из всех парижских кутюрье для организованной им путешествия в Индию с целью изучения возможности адаптации местных технологий ткачества к европейскому рынку. Там Мадам Гре познакомилась с редкими экзотическими ароматами, что послужило толчком к созданию её собственных духов. Также Мадам Гре изучила индийскую ткацкую технологию, которую потом использовала в некоторых своих работах.
К тому времени дома моды стали производить собственную парфюмерную продукцию, приносившую немалые деньги. Так в 1959 году появился «Cabochard» с кожано-шипровой ароматической гаммой, которые тем не менее не были первыми духами Мадам Гре. Сначала был выпущен аромат «Chouda», придуманный Ги Робером (Guy Robert). Именно ему Мадам Гре рассказала о водном гиацинте из Индии. Робер сделал несколько вариантов духов, из которых она выбрала один аромат — он был лёгким, хотя к тому времени в моде были сильные шипровые ароматы. В это же время в другой лаборатории Бернар Шант создал для неё ещё одни духи, которые больше соответствовали тогдашним тенденциям в моде. Именно они и были выпущены в свет под именем «Cabochard». «Chouda» же было произведено всего пять литров. Популярность «Cabochard» была настолько велика, что каждый год их производство увеличивалось вдвое. В 1965 году вышел мужской аромат «Grès pour Homme», затем появились «Quiproquo» (1976), «Eau de Cologne Grès» и «Eau de Grès» (1980), «Alix Grès» (1981) и «Grès Monsieur» (1982).
Средства, получаемые от продажи парфюмерии, помогали содержать парфюмерный дом до 1981 года, когда он был закрыт. В 1988 году японская фирма «Yagi Tsusho» купил этот бренд, а Мадам Гре отошла от дел.

## Создание одежды pret-a-porter
В 1960-х годах мир моды накрыла волна pret-a-porter. Известные дома один за другим начали выпускать готовую одежду в массовом производстве, что стало огромной проблемой для Мадам Гре. Её одежда изготовлялась с использованием уникальной техники и исключительно вручную, а ткацкие станки не могли добиться подобного же результата. Именно в этот момент она создала сенсационную серию оригинальных этнических моделей, которые, в отличие от её «греческих» платьев 1930-х годов, не обтягивали тело, а свободно ниспадали и струились вдоль него.
В 1966 году известный фотограф Ричард Аведон сделал фотосессию с Барброй Стрейзанд для журнала «Vogue», где она появилась в пончо и восточных туниках от мадам Гре. Для «Baby» Джейн Холцер, модели и одной из «factory girls» Энди Уорхола, кутюрье придумала платье из шёлкового сатина цвета ржавчины с необычной проймой.
Будучи обладательницей множества наград и титулов, Мадам Гре в 1974 году была избрана президентом Синдиката Высокой моды и сохраняла этот статус на протяжении 14 лет. В 1976 году она стала первой, кто получил награду «Золотой напёрсток высокой моды» (D d’or de la Haute Couture). В 1976 году была запущена её линия одежды «Grès Boutique». В 1980 году Мадам Гре была названа «Самой элегантной женщиной в мире» и стала кавалером ордена Почётного Легиона.

## Последние годы

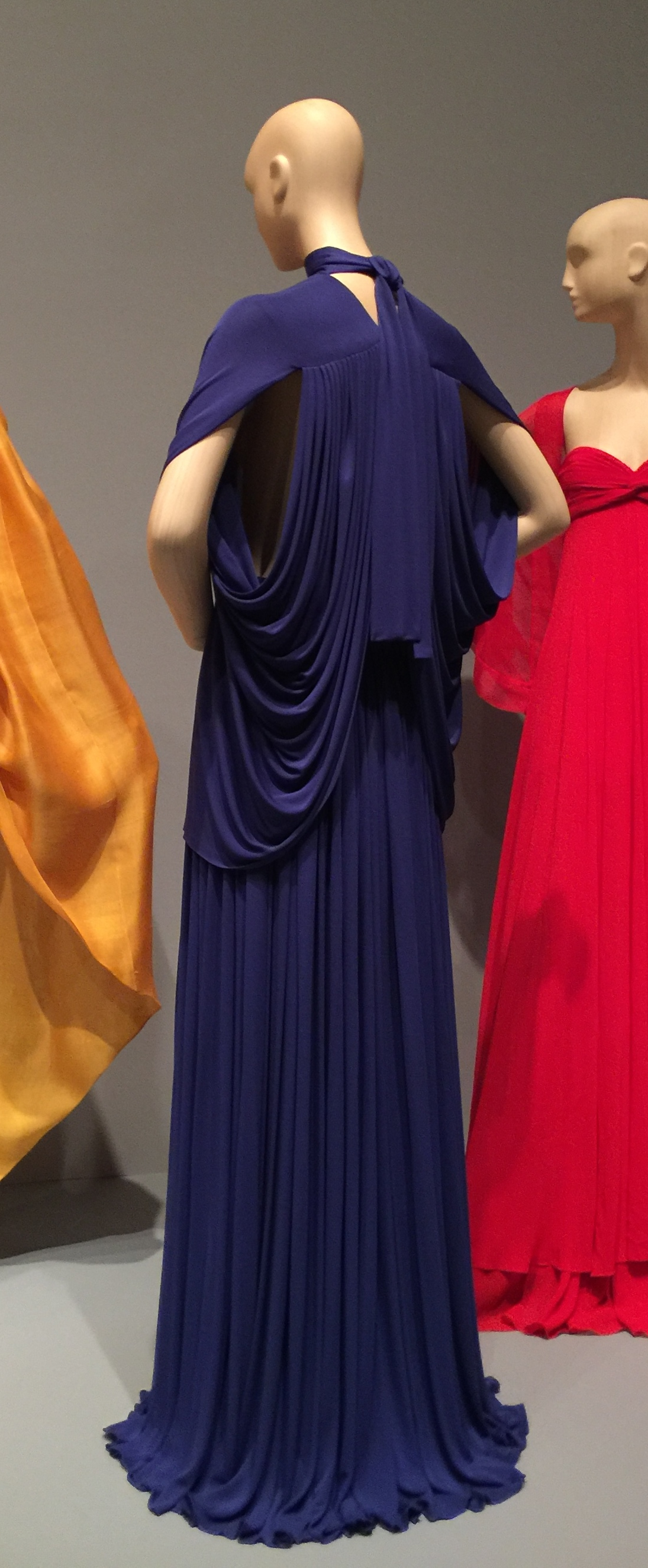
Платье 1981 года

Коллеги-кутюрье относились к достижениям Мадам Гре с большим уважением. Она сумела добиться успеха, будучи молчаливой, скромной, наивной и преданной своему делу. Но она не смогла сохранить свой модный дом, переживший войну, безденежье и постоянную конкуренцию.
В 1982 году её парфюмерное производство было продано, а все свои средства Мадам Гре вложила в линию «Haute Couture».
В 1984 году она была вынуждена продать свой дом моды очень популярному тогда бизнесмену Бернару Тапи, который через три года свернул проект, продав компанию дизайнеру Жаку Эстрелье. Дом моды Гре исключили из Синдиката Высокой моды из-за проблем с налогами. В 1987 году модный дом по адресу Рю-де-ля-Пе, дом 1 был окончательно закрыт. Дочь Мадам Гре вспоминала об этом следующим образом: «Они разбивали мебель и деревянные манекены топорами. Ткани и платья сложили в мусорные мешки и выбросили на помойку. В один момент дом опустел».
Дочь отвезла мать на юг Франции и поместила в клинику для престарелых неподалеку от Ля-Колль-сюр-Лу в Провансе. В 1993 году, за шесть дней до своего 90-летия, Жермен Эмили Кребс умерла. Официально это стало известно только через год: дочь скрыла смерть матери, считая, что её коллеги не достойны узнать о кончине Мадам Гре. Официально о её смерти было объявлено лишь в декабре 1994 года.

## Технологии создания одежды
Мадам Гре всю жизнь стремилась создать «идеальное платье». Её клиентками были Грейс Келли, Барбра Стрейзанд, Жаклин Кеннеди, Грета Гарбо, Вивьен Ли, Марлен Дитрих, Эдит Пиаф.
Мадам Гре завоевала себе почётное место среди крупных модельеров благодаря своему искусству закройки. Она кроила без выкроек, имея под руками лишь ткань. Мадам Гре никогда не употребляла зажимов, а только следила как ложится ткань. Она хотела добиться того, чтобы ткань сочетала свойства драпа и муслина, и придумала новую ткань — джерси из шёлка.
Принцип её работы заключался в создании платья из кусков ткани путем закладывания шпильками мелких складок прямо на модели. Это позволяло достигать полного соответствия одежды фигуре модели. На одно платье расходовалось не по одному десятку метров ткани. Также мадам Гре не признавала чертежей на бумаге. Иногда на изготовление одного платья уходило до трёхсот часов работы. Её любимая клиентка Марлен Дитрих могла по восемь часов стоять перед портнихами во время примерки, куря сигарету за сигаретой и скрупулёзно вникая в детали будущего фасона.
Мадам Гре считали мастером классического стиля. Любимыми её тканями были джерси, шерсть и шелк. Она драпировала их, превращая свои модели в подобие древнегреческих статуй. Силуэт платьев основывался на полном переосмыслении методов пошива одежды. В течение многих лет форма платья была примерно одинаковой: сверху лиф, часто с корсетом, снизу — юбка.
Её коллекции сильно отличались от представленной в то время одежды других, не менее легендарных модельеров.
Мадам Гре, несмотря на новейшие технологии, швейные машинки, очень трепетно относилась к своим тканевым «скульптурам» и не позволяла никому «лепить» их по-своему.
Современники называли Мадам Гре сфинксом — львом с женской головой и крыльями орла. Ныне её работы хранятся в музейных коллекциях.

## Ретроспектива работ Мадам Гре
В 1994 году её работы выставлялись в Метрополитен-музее в Нью-Йорке.
С 25 мая по 24 июля 2011 года в музее Бурделя (Париж) проходила ретроспектива работ Мадам Гре. Экспозиция на некоторое время переехала из музея Моды в Париже, который закрылся на реконструкцию до 2012 года. На выставке было представлено 80 кутюрных платьев, созданных дизайнером с 1934 года и до последнего её заказа от Юбера де Живанши, выполненного в 1989 году, около 100 эскизов нарядов и 50 снимков известных фотографов Ричарда Аведона и Ги Бурдена. Среди экспонатов значилось знаменитое шёлковое драпе 1939 года, специально восстановленное и сфотографированное в 1953 году как эталон, а также не менее популярная чёрное платье-труба.
Экспозиция начиналась в зале скульптур Бурделя, где было представлено одно из скульптурных платьев Мадам Гре. В 10 залах музея были представлены все её лучшие работы, включая линию «ready-to-wear», которую она запустила одной из последних кутюрье, называя такую массовость «проституцией», а также украшения Гре для Cartier.